# Lost in Space (serie de televisión de 2018)
Lost in Space (Perdidos en el espacio en Hispanoamérica) es una serie de televisión web de ciencia ficción basada en la serie original creada por Irwin Allen en 1965, Perdidos en el espacio. La serie es creada y escrita por Matt Sazama y Burk Sharpless y producida por Legendary Television, Synthesis Entertainment y Applebox, con Zack Estrin como showrunner. Se estrenó en streaming por Netflix para todo el mundo el 13 de abril de 2018. Se renovó en mayo de 2018 para una segunda temporada, que se estrenó el 24 de diciembre de 2019 en la plataforma de Netflix. El 9 de marzo de 2020, la serie se renovó para una tercera y última temporada, que se estrenó el 1 de diciembre de 2021.
Netflix permitió a la NASA el acceso al episodio piloto para que los astronautas de la Estación Espacial Internacional lo pudieran ver en su tiempo libre en febrero de 2018.

## Sinopsis
Temporada 1
En el año 2048 la familia Robinson es seleccionada para la 24ª misión de la Resolute, una nave espacial interestelar que transporta a familias escogidas para colonizar un nuevo planeta en Alfa Centauri. La Resolute fue construida después de que un cuerpo celeste —apodado como la "Estrella de Navidad" por los medios— impactara contra la Tierra unos años antes, poniendo en peligro la supervivencia humana en la Tierra. Pero antes de que la Resolute pueda llegar a su destino, un robot extraterrestre agujerea el casco de la misma. Algunas familias son obligadas a evacuar la nave en pequeños vehículos de corto alcance: las Júpiter. Los Robinson y demás colonos aterrizan en un planeta cercano habitable, donde deberán luchar contra un extraño nuevo ambiente alienígena y contra sus problemas personales mientras intentan encontrar la manera de regresar a la Resolute, al final logran llegar excepto los Robinson que terminan varados en otro sistema solar antes de llegar a la  Resolute.
Temporada 2
7 meses después, los Robinson se encuentran en un nuevo planeta donde descubren un misterioso y conocido ambiente alienígena, La Resolute resulta estar en ese sistema orbitando un planeta habitable y desértico donde los colonos y los Robinson enfrentan nuevos problemas para encontrar la manera de que la Resolute llegue al fin a Alfa Centauri, la solución es difícil, provocando que los colonos se separen pero al final descubren que el destino no era el que esperaban.

## Reparto y personajes

### Principales
- Toby Stephens como John Robinson, comandante de la expedición.[9][10]
- Molly Parker como Maureen Robinson, es la ingeniera aeroespacial en la Jupiter 2.[10]
- Ignacio Serricchio como Don West, un contrabandista de productos de lujo en el espacio[11]
- Taylor Russell como Judy Robinson, la hija mayor de Maureen Robinson y la hijastra de John Robinson. Ella es la doctora de la misión, habiendo recibido entrenamiento médico acelerado. Ella es la hija de Maureen de su primer matrimonio.[12]
- Mina Sundwall como Penny Robinson, hija de los Robinson.[12]
- Maxwell Jenkins como Will Robinson, el hijo pequeño de los Robinson, de once años.[12]
- Parker Posey como June Harris / la Dra. Smith (En la versión original era el doctor Zachary Smith).[12][5]

### Secundarios
- Selma Blair como Jessica Harris, hermana de June Harris y a quien roba su plaza en la 24 expedición de la Resolute.[13]
- Bill Mumy como el auténtico Dr. Zachary Smith, a quien June roba su identidad y la Jupiter 18. Es interpretado por el primer actor que encarnó a Will Robinson en la serie original.[14]
- Raza Jaffrey como Victor Dhar, líder político elegido del grupo de colonos a los que pertenecen los Robinson.[15]

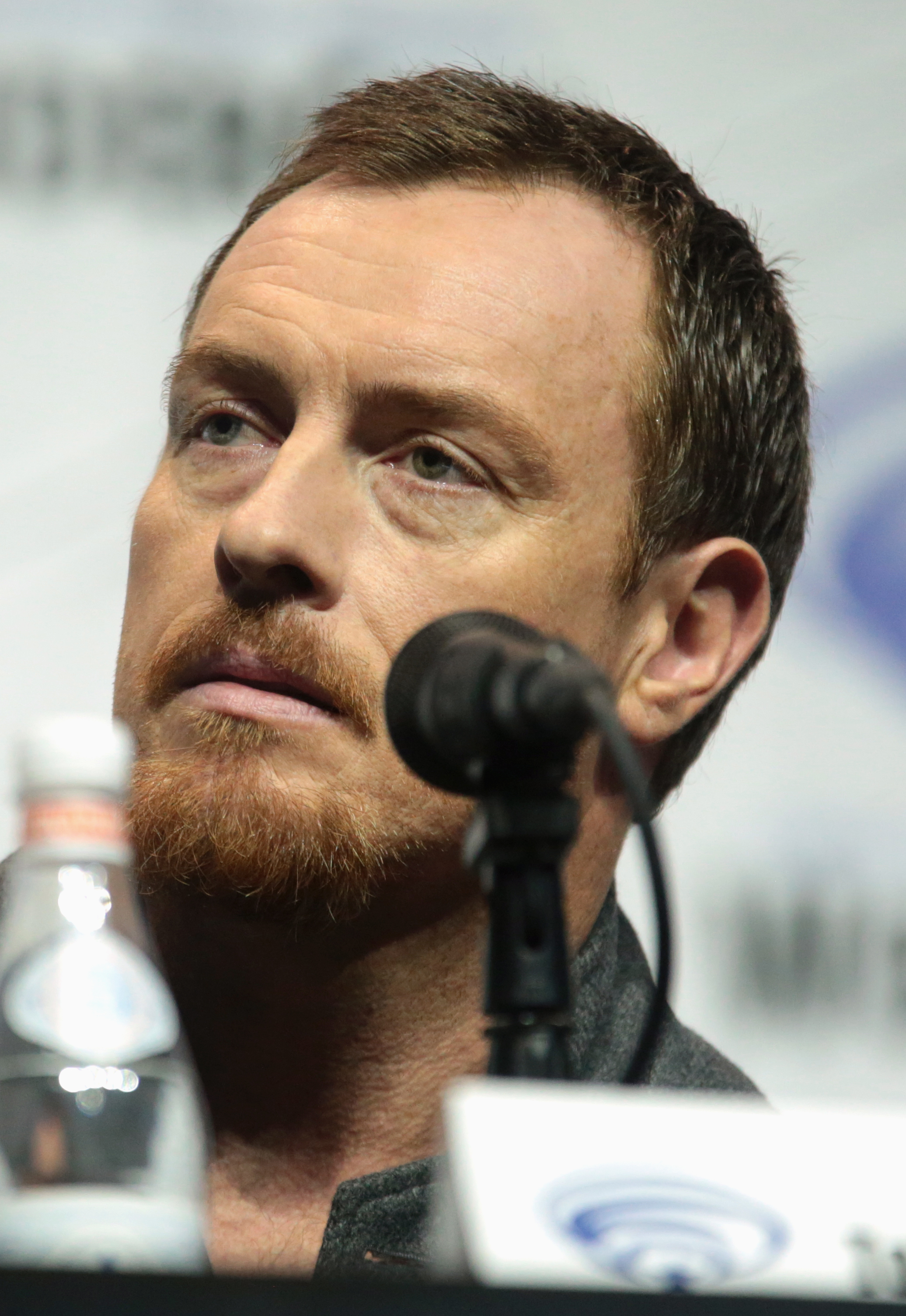
Toby Stephens interpreta a John Robinson.
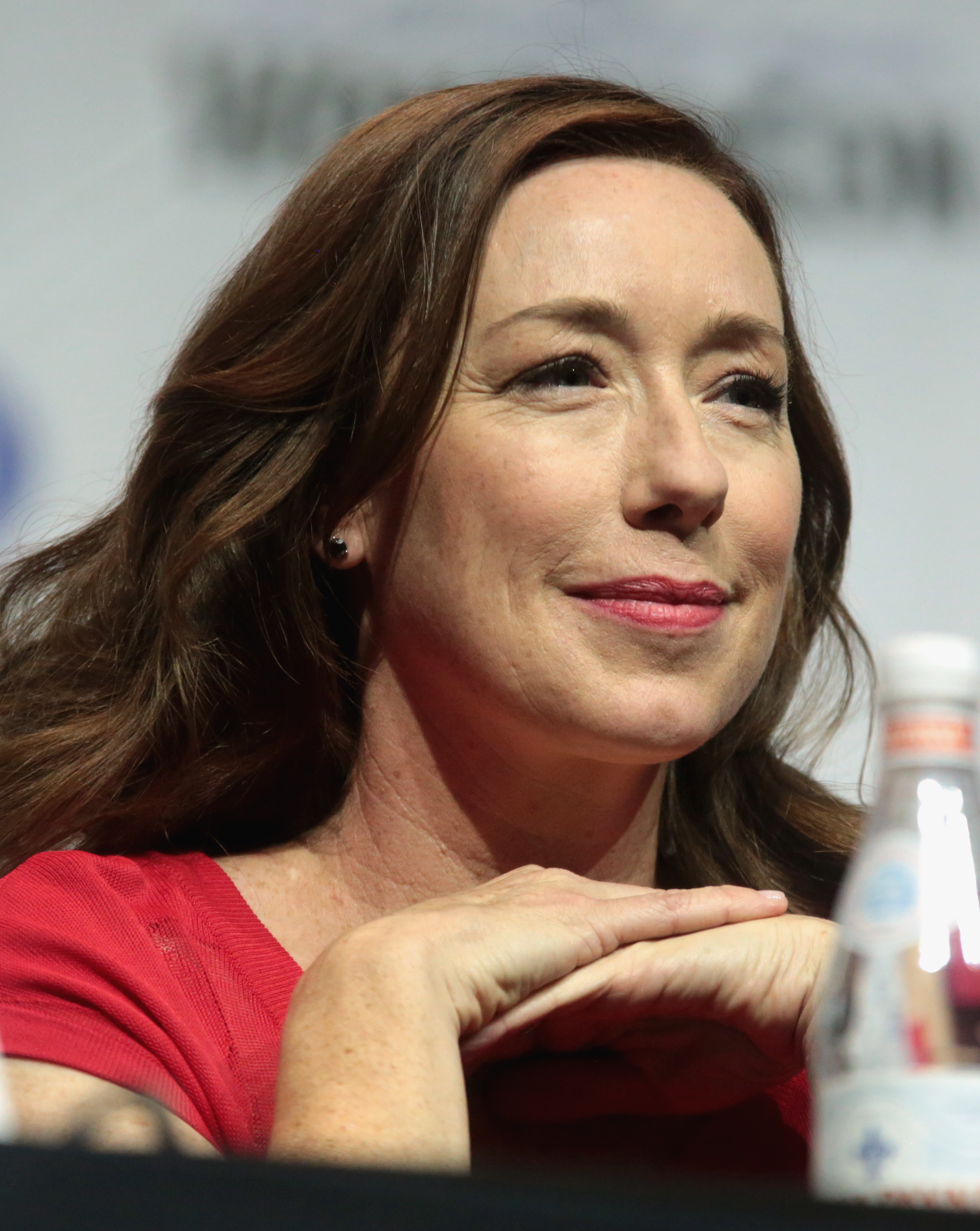
Molly Parker interpreta a Maureen Robinson.
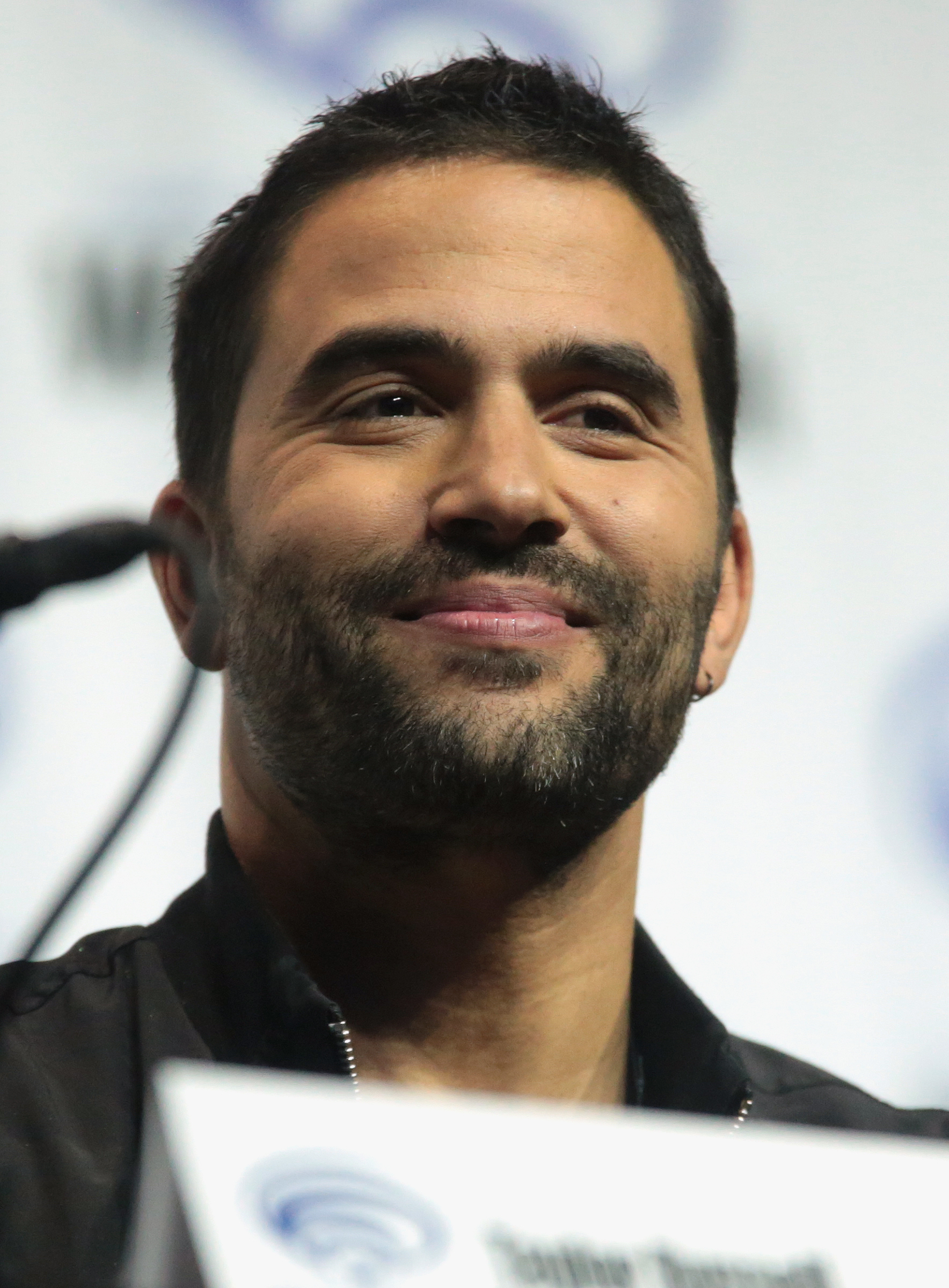
Ignacio Serricchio interpreta a Don West.
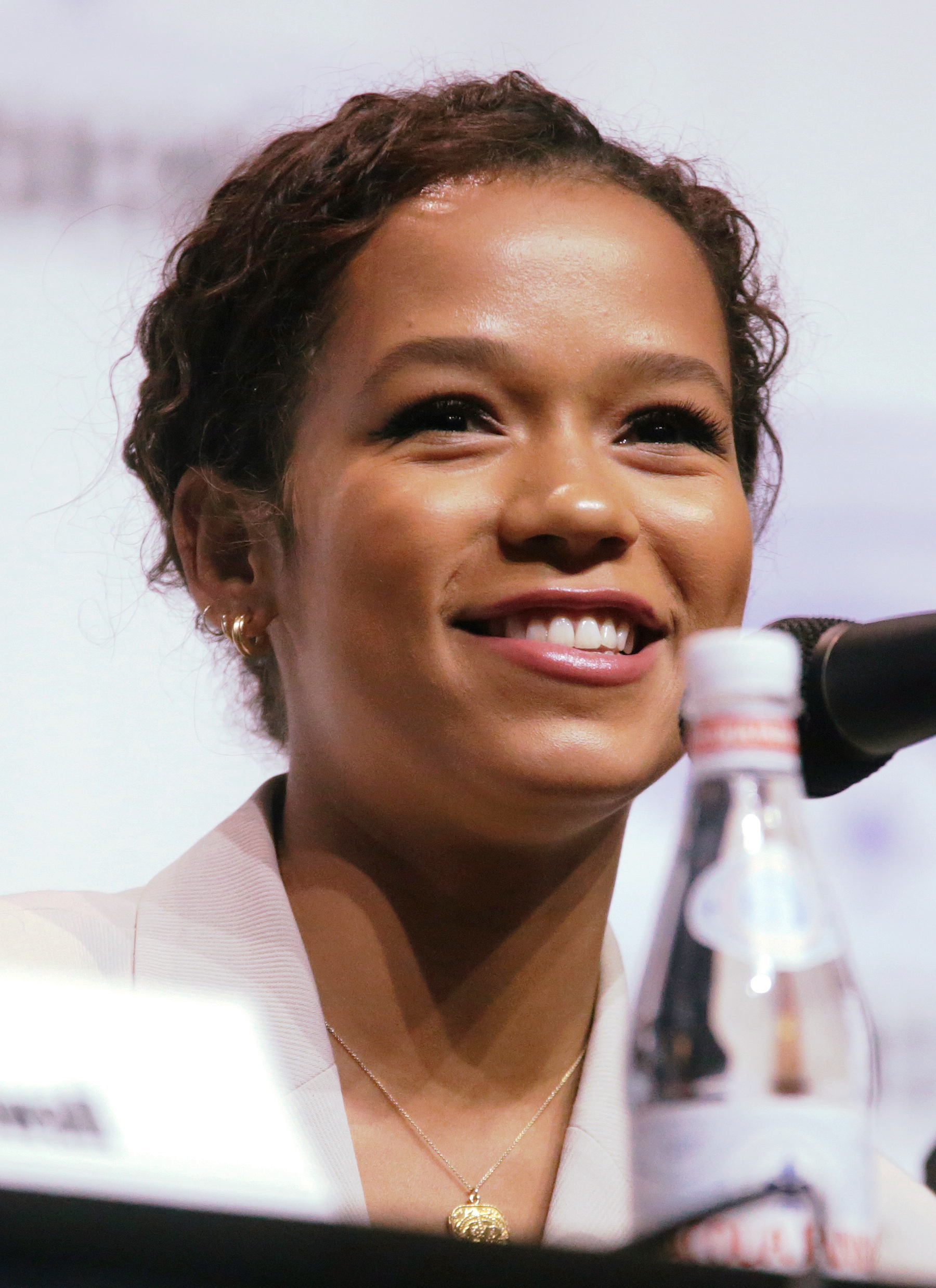
Taylor Russell interpreta a Judy Robinson.
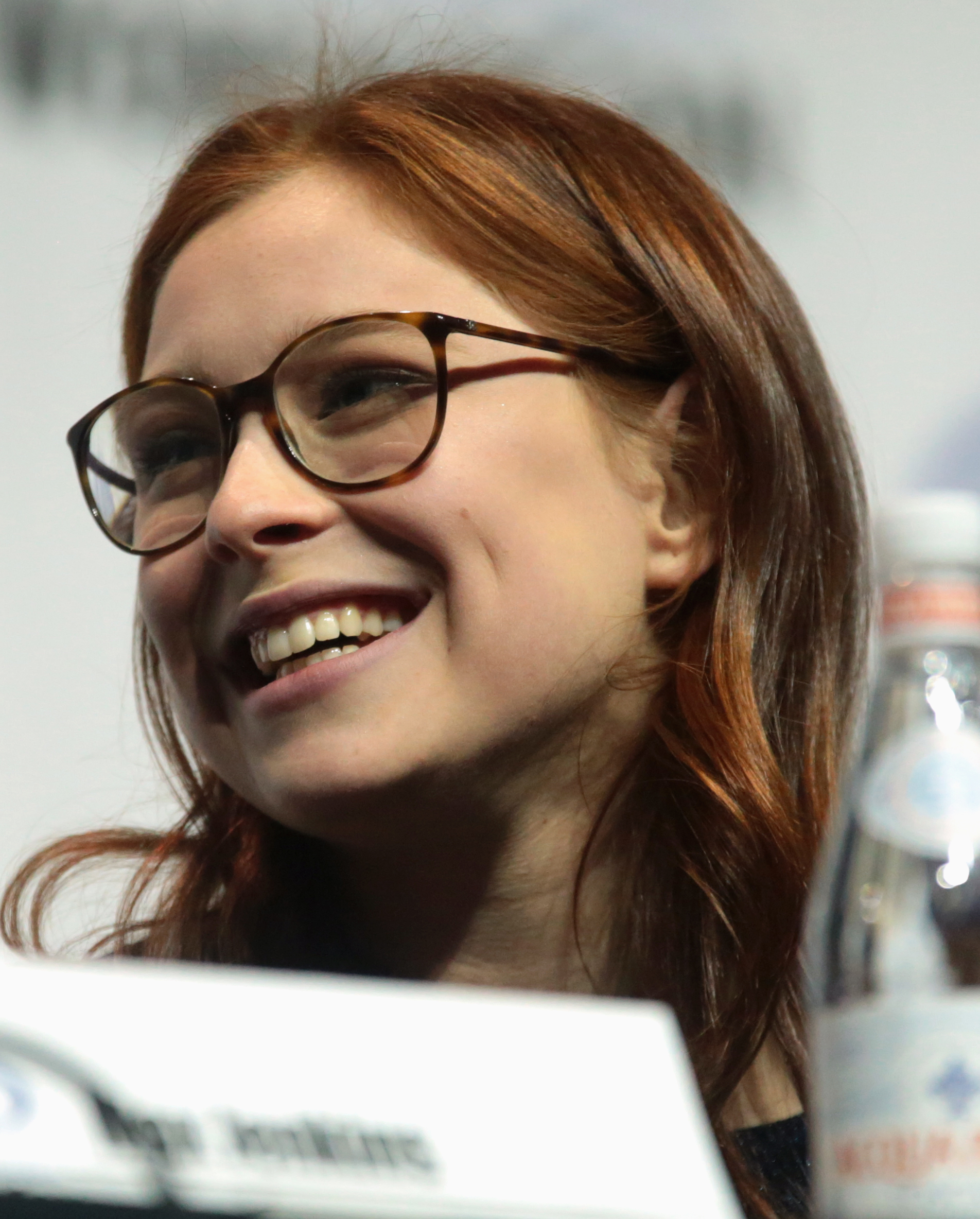
Mina Sundwall interpreta a Penny Robinson.
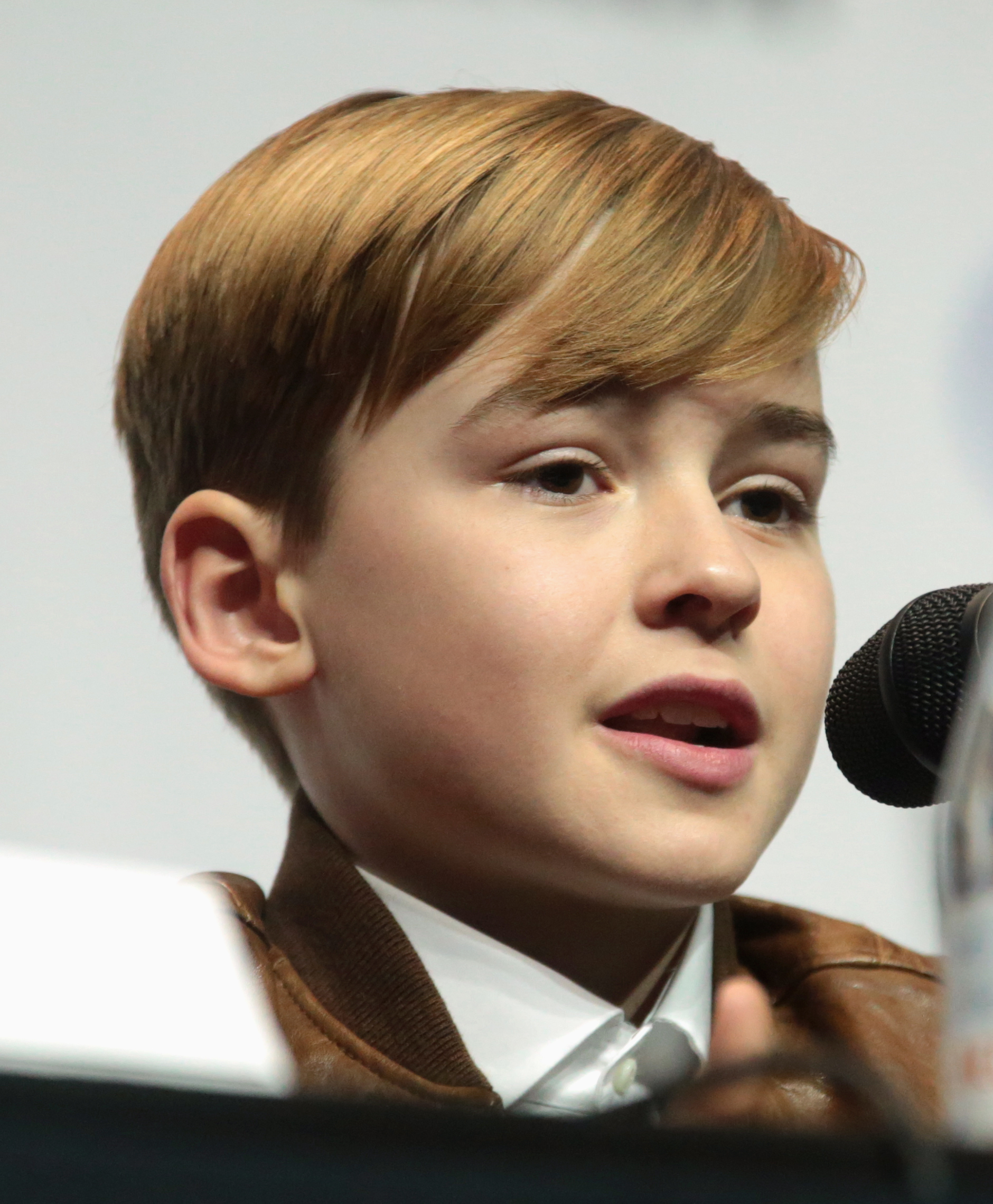
Maxwell Jenkins interpreta a Will Robinson.
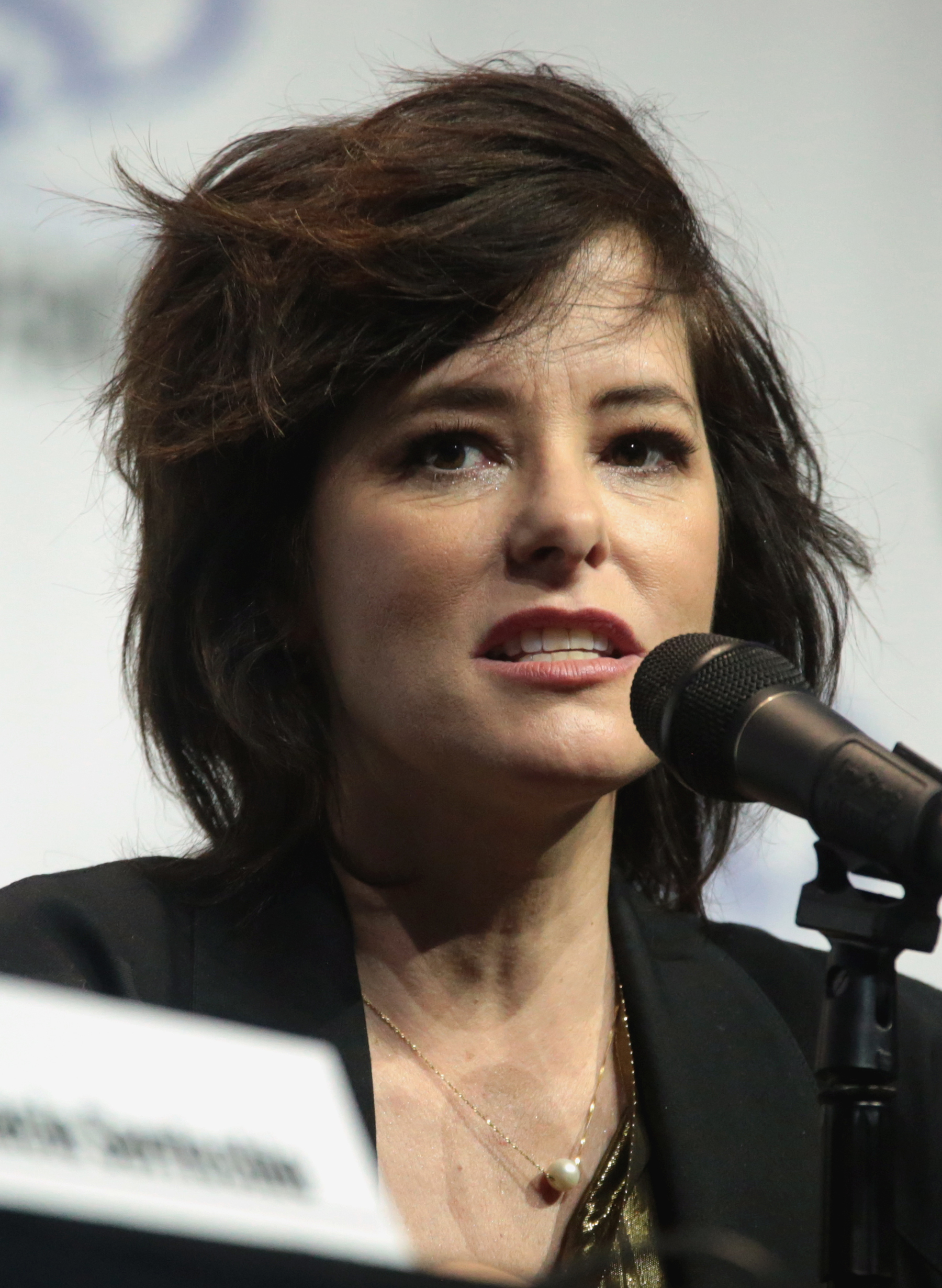
Parker Posey interpreta a June Harris /Dra. Smith.

## Episodios
| Temporada | Temporada | Episodios | Episodios | Lanzamiento original    | Lanzamiento original    |
| --------- | --------- | --------- | --------- | ----------------------- | ----------------------- |
|           | 1         | 10        | 10        | 13 de abril de 2018     | 13 de abril de 2018     |
|           | 2         | 10        | 10        | 24 de diciembre de 2019 | 24 de diciembre de 2019 |
|           | 3         | 8         | 8         | 1 de diciembre de 2021  | 1 de diciembre de 2021  |

### Temporada 1 (2018)
| N.º | Título                                                   | Dirigido por    | Escrito por                                 | Fecha de lanzamiento original |
| --- | -------------------------------------------------------- | --------------- | ------------------------------------------- | ----------------------------- |
| 1 | «Impact» «Impacto»                                       | Neil Marshall   | Matt Sazama y Burk Sharpless                | 13 de abril de 2018           |
| De camino a una colonia espacial, un terrible accidente deja varados a los Robinson en un planeta desconocido, donde tendrán que luchar por superar su primera noche.    |                                                          |                 |                                             |                               |
| 2 | «Diamonds In The Sky» «Diamantes estelares»              | Neil Marshall   | Matt Sazama y Burk Sharpless                | 13 de abril de 2018           |
| Otros viajeros hacen su aparición, tras estrellarse en el planeta. Los Robinson se afanan por recuperar su nave con la ayuda de un misterioso compañero.                 |                                                          |                 |                                             |                               |
| 3 | «Infestation» «Invasión»                                 | Tim Southam     | Zack Estrin                                 | 13 de abril de 2018           |
| El pasado de la doctora Smith se va desvelando a través de los flashbacks. Los Robinson deben solucionar un nuevo contratiempo: la nave no deja de perder combustible.   |                                                          |                 |                                             |                               |
| 4 | «The Robinsons Were Here» «Los Robinson han estado aquí» | Alice Troughton | Katherine Collins                           | 13 de abril de 2018           |
| Los Robinson contactan con otra familia de supervivientes. Will no duda en proteger a su amigo cuando Judy descubre lo que ha sucedido a bordo de la Resolute.           |                                                          |                 |                                             |                               |
| 5 | «Transmission» «Transmisión»                             | Deborah Chow    | Kari Drake                                  | 13 de abril de 2018           |
| El equipo construye una torre para contactar con la Resolute. Maureen investiga un comportamiento anómalo en el planeta. Will se mentaliza para hablar con su padre.     |                                                          |                 |                                             |                               |
| 6 | «Eulogy» «Elegía»                                        | Vincenzo Natali | Ed McCardie                                 | 13 de abril de 2018           |
| Maureen se plantea si debe contar lo que ha descubierto. Don lidera una misión para conseguir combustible. Los nervios están a flor de piel por la presencia del robot.  |                                                          |                 |                                             |                               |
| 7 | «Pressurized» «A presión»                                | Tim Southam     | Vivian Lee                                  | 13 de abril de 2018           |
| La doctora Smith sigue adelante con su plan secreto. Durante una terrible actividad sísmica, algunos de los supervivientes deben enfrentarse a decisiones muy difíciles. |                                                          |                 |                                             |                               |
| 8 | «Trajectory» «Trayectoria»                               | Stephen Surjik  | Katherine Collins y Kari Drake              | 13 de abril de 2018           |
| Maureen encuentra la solución a la falta de combustible, pero su plan no funciona como ella esperaba. El doble juego de la Dra. Smith llega a su fin.                    |                                                          |                 |                                             |                               |
| 9 | «Resurrection» «Resurrección»                            | Tim Southam     | Historia: Daniel McLellan Guion: Kari Drake | 13 de abril de 2018           |
| Judy sale en busca de Maureen. Will y Penny encabezan una expedición a las cuevas. La Dra. Smith urde un nuevo plan de fuga.                                             |                                                          |                 |                                             |                               |
| 10 | «Danger, Will Robinson» «Peligro, Will Robinson»         | David Nutter    | Matt Sazama y Burk Sharpless                | 13 de abril de 2018           |
| La cuenta atrás para la salida de la Resolute ha comenzado. Los Robinson hacen lo imposible por salir del planeta y por escapar de las garras de la Dra. Smith.          |                                                          |                 |                                             |                               |

## Producción
En octubre de 2014 se anuncia el desarrollo de un remake de la serie de los años 60 Perdidos en el espacio por la productora Legendary TV. La serie estaba siendo escrita y desarrollada por Matt Sazama y Burk Sharpless (Drácula: la leyenda jamás contada) y producida por Kevin Burns de Synthesis Entertainment, gestores de los derechos de la serie original. En noviembre de 2015 se sabe que Netflix se sumará al proyecto.
En junio de 2016 Netflix informa sobre la producción de 10 episodios de la serie y que esta se estrenará en 2018. En septiembre del mismo año se comienza a divulgar los nombres de los actores que será protagonistas, empezando por Toby Stephens, como el comandante Robinson, Taylor Russell como su hija mayor y a Molly Parker como la ingeniera Maureen Robinson. En noviembre se une al reparto Parker Posey, que será la doctora Smith y en diciembre Ignacio Serricchio como Don West, que a diferencia de la serie original y de la película donde el personaje era un piloto militar, en esta versión será un contrabandista de artículos de lujo.